# Premi e riconoscimenti degli Oasis

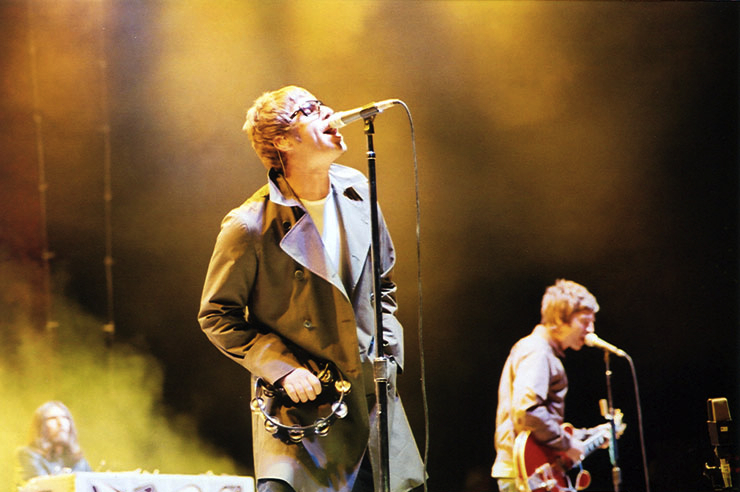
Gli Oasis nel 2005

Gli Oasis sono stati una band inglese fondata nel 1991 a Manchester e attiva fino al 2009. Il nucleo originario del gruppo era composto da Liam Gallagher, Paul "Bonehead" Arthurs, Paul "Guigsy" McGuigan, Tony McCarroll, cui si aggiunse ben presto Noel Gallagher, fratello di Liam. La formazione attiva dal 1999 al 2009 comprendeva Liam e Noel Gallagher, Andy Bell, Gem Archer e Chris Sharrock.
Gli Oasis, band tra le più note e acclamate della musica mondiale, hanno pubblicato sette album in studio, un album live, tre raccolte, due Extended Play (EP), cinque video album e trentatré singoli. Gli Oasis in totale hanno venduto più di 70 milioni di dischi in tutto il mondo.
Segue la lista dettagliata dei premi conferiti alla band.

## BRIT Awards
I BRIT Awards sono i premi annuali conferiti dalla British Phonographic Industry per la musica pop. Gli Oasis hanno vinto sei BRIT Awards e vantano dodici nomination.
| Anno | Lavoro in Nomination              | Premio                            | Risultato       |
| ---- | --------------------------------- | --------------------------------- | --------------- |
| 1995 | Oasis                             | Best British Newcomer             | Vincitore/trice |
| 1996 | "Wonderwall"                      | Best British Video                | Vincitore/trice |
| 1996 | (What's the Story) Morning Glory? | Best British Album                | Vincitore/trice |
| 1996 | Oasis                             | Best British Group                | Vincitore/trice |
| 1998 | "D'You Know What I Mean?"         | Best British Video                | Candidato/a     |
| 1998 | Be Here Now                       | Best British Album                | Candidato/a     |
| 1998 | Oasis                             | Best British Group                | Candidato/a     |
| 2003 | Oasis                             | Best British Group                | Candidato/a     |
| 2006 | Oasis                             | Best British Rock Act             | Candidato/a     |
| 2006 | Oasis                             | Best British Live Act             | Candidato/a     |
| 2007 | Oasis                             | Outstanding Contribution to Music | Vincitore/trice |
| 2010 | (What's the Story) Morning Glory? | BRITs Album of 30 Years           | Vincitore/trice |

## Grammy Awards
I Grammy Awards sono conferiti annualmente dalla National Academy of Recording Arts and Sciences degli Stati Uniti per gli eccezionali contributi nell'industria discografica. Gli Oasis hanno ricevuto tre nomination.
| Anno | Lavoro in Nomination   | Premio                                        | Risultato   |
| ---- | ---------------------- | --------------------------------------------- | ----------- |
| 1997 | "Wonderwall"           | Best Rock Vocal Performance by a Duo or Group | Candidato/a |
| 1997 | "Wonderwall"           | Best Rock Song                                | Candidato/a |
| 1999 | "All Around the World" | Best Music Video, Short-Form                  | Candidato/a |

## Ivor Novello Awards
Gli Ivor Novello Awards, intitolati all'intrattenitore di Cardiff Ivor Novello, sono premi al testo e alla composizione delle canzoni. Gli Oasis hanno ricevuto un premio su due nomination.
| Anno | Lavoro in Nomination         | Premio                            | Risultato        |
| ---- | ---------------------------- | --------------------------------- | ---------------- |
| 1995 | Oasis                        | Songwriters of the Year           | Vincitore/trice  |
| 1996 | Noel Gallagher               | Songwriters of the Year           | Vincitore/trice* |
| 2003 | "Stop Crying Your Heart Out" | Best Song Musically and Lyrically | Candidato/a      |

* Rifiutato perché condiviso con Damon Albarn.

## Mercury Prizes
Il Mercury Prize è un premio musicale annuale conferito al miglior album per il Regno Unito e l'Irlanda. Gli Oasis hanno ricevuto due nomination.
| Anno | Lavoro in Nomination              | Premio        | Risultato   |
| ---- | --------------------------------- | ------------- | ----------- |
| 1995 | Definitely Maybe                  | Mercury Prize | Candidato/a |
| 1996 | (What's the Story) Morning Glory? | Mercury Prize | Candidato/a |

## MTV Asia Awards
I biannuali MTV Asia Awards sono l'equivalente per l'Asia degli MTV Australia Awards. Gli Oasis hanno ricevuto una nomination.
| Anno | Lavoro in Nomination | Premio             | Risultato   |
| ---- | -------------------- | ------------------ | ----------- |
| 2006 | Oasis                | Favourite Rock Act | Candidato/a |

## MTV Video Music Awards Japan
Gli MTV Video Music Awards Japan sono stati istituiti nel 2002 da MTV Japan. Gli Oasis hanno ricevuto un premio su quattro nomination.
| Anno | Lavoro in Nomination    | Premio                 | Risultato       |
| ---- | ----------------------- | ---------------------- | --------------- |
| 2002 | Oasis                   | Best Live Act          | Vincitore/trice |
| 2006 | "Lyla"                  | Best Group Video       | Candidato/a     |
| 2006 | "Lyla"                  | Best Video of the Year | Candidato/a     |
| 2006 | Don't Believe the Truth | Best Album of the Year | Candidato/a     |

## NME Awards
Gli NME Awards sono premi conferiti annualmente dalla rivista musicale NME. Gli Oasis hanno ricevuto tredici premi su trentacinque nomination.
| Anno | Lavoro in Nomination              | Premio             | Risultato       |
| ---- | --------------------------------- | ------------------ | --------------- |
| 1995 | "Live Forever"                    | Single of the Year | Vincitore/trice |
| 1995 | Definitely Maybe                  | Album of the Year  | Vincitore/trice |
| 1995 | Oasis                             | Best New Band      | Vincitore/trice |
| 1996 | "Wonderwall"                      | Best Single        | Vincitore/trice |
| 1996 | (What's the Story) Morning Glory? | Best Album         | Vincitore/trice |
| 1996 | Oasis                             | Best Live Band     | Vincitore/trice |
| 1996 | Oasis                             | Best Band          | Vincitore/trice |
| 1997 | Knebworth                         | Best Musical Event | Vincitore/trice |
| 1997 | Oasis                             | Band of the Year   | Vincitore/trice |
| 2003 | Oasis                             | Best Live Band     | Candidato/a     |
| 2003 | Oasis                             | Best UK Band       | Vincitore/trice |
| 2003 | Oasis                             | Artist of the Year | Vincitore/trice |
| 2005 | Definitely Maybe                  | Best Music DVD     | Vincitore/trice |
| 2006 | "The Importance of Being Idle"    | Best Video         | Vincitore/trice |
| 2006 | "The Importance of Being Idle"    | Best British Track | Candidato/a     |
| 2006 | Don't Believe the Truth           | Best Album         | Candidato/a     |
| 2006 | Oasis                             | Best British Band  | Candidato/a     |
| 2006 | Oasis                             | Best Live Act      | Candidato/a     |
| 2007 | Oasis                             | Best British Band  | Candidato/a     |
| 2009 | Oasis                             | Best British Band  | Vincitore/trice |
| 2009 | Oasis                             | Best Live Band     | Candidato/a     |
| 2009 | Oasis                             | Best Band Blog     | Vincitore/trice |
| 2009 | Dig Out Your Soul                 | Best Album         | Candidato/a     |
| 2009 | "The Shock of the Lightning"      | Best Video         | Candidato/a     |
| 2009 | Noel Gallagher                    | Hero of the Year   | Candidato/a     |
| 2009 | Noel Gallagher                    | Best Dressed       | Candidato/a     |
| 2010 | Oasis                             | Best British Band  | Candidato/a     |
| 2010 | Oasis                             | Best Band Blog     | Candidato/a     |
| 2010 | "Falling Down"                    | Best Video         | Candidato/a     |
| 2010 | Oasis At Heaton Park              | Best Live Event    | Candidato/a     |
| 2010 | Noel Gallagher                    | Hero of the Year   | Candidato/a     |
| 2010 | Noel Gallagher                    | Hottest Male       | Candidato/a     |
| 2010 | Liam Gallagher                    | Best Dressed       | Candidato/a     |
| 2010 | Liam Gallagher                    | Hottest Male       | Candidato/a     |
| 2010 | Andy Bell                         | Hottest Male       | Candidato/a     |

## NME Awards USA
Gli NME Awards USA sono conferiti annualmente dalla rivista musicale NME. Gli Oasis hanno ricevuto due nomination.
| Anno | Lavoro in Nomination      | Premio                  | Risultato   |
| ---- | ------------------------- | ----------------------- | ----------- |
| 2008 | "Lord Don't Slow Me Down" | Best Video              | Candidato/a |
| 2008 | Oasis                     | Best International Band | Candidato/a |

## Q Awards
I Q Awards sono i premi annuali conferiti nel Regno Unito dalla rivista musicale Q. Gli Oasis hanno ricevuto nove premi su diciotto nomination.
| Anno | Lavoro in Nomination           | Premio                      | Risultato       |
| ---- | ------------------------------ | --------------------------- | --------------- |
| 1994 | Oasis                          | Best New Act                | Vincitore/trice |
| 1995 | Oasis                          | Best Live Act               | Vincitore/trice |
| 1996 | Oasis                          | Best Act in the World Today | Vincitore/trice |
| 1997 | Oasis                          | Best Act in the World Today | Vincitore/trice |
| 2000 | Oasis                          | Best Live Act               | Vincitore/trice |
| 2002 | "The Hindu Times"              | Best Single                 | Candidato/a     |
| 2002 | Oasis                          | Best Live Act               | Candidato/a     |
| 2002 | Oasis                          | Best Act in the World Today | Candidato/a     |
| 2005 | "The Importance of Being Idle" | Best Video                  | Candidato/a     |
| 2005 | "The Importance of Being Idle" | Best Track                  | Candidato/a     |
| 2005 | Don't Believe the Truth        | Best Album                  | Vincitore/trice |
| 2005 | Oasis                          | Best Live Act               | Candidato/a     |
| 2005 | Oasis                          | Best Act in the World Today | Candidato/a     |
| 2005 | Oasis                          | People's Choice Award       | Vincitore/trice |
| 2006 | Oasis                          | Best Act in the World Today | Vincitore/trice |
| 2006 | Noel Gallagher                 | Classic Songwriter Award    | Vincitore/trice |
| 2008 | Oasis                          | Best Act in the World Today | Candidato/a     |
| 2009 | Oasis                          | Best Live Act               | Candidato/a     |
| 2009 | Oasis                          | Best Act in the World Today | Candidato/a     |

## Top of the Pops Awards
I Top of the Pops Awards erano conferiti annualmente dalla trasmissione televisiva Top of the Pops. Gli Oasis hanno ricevuto un premio su una nomination.
| Anno | Lavoro in Nomination | Premio        | Risultato       |
| ---- | -------------------- | ------------- | --------------- |
| 2002 | Oasis                | Best Rock Act | Vincitore/trice |

## Vodafone Live Music Awards
I Vodafone Live Music Awards sono conferiti ogni anno dalla compagnia di telefonia mobile Vodafone. Gli Oasis hanno ricevuto un premio su una nomination.
| Anno | Lavoro in Nomination                  | Premio              | Risultato       |
| ---- | ------------------------------------- | ------------------- | --------------- |
| 2007 | Morning Glory – An Album Under Review | Best Live Music DVD | Vincitore/trice |

## Silver Clef Awards
Gli Oasis hanno ricevuto un premio su una nomination.
| Anno | Lavoro in Nomination | Premio      | Risultato       |
| ---- | -------------------- | ----------- | --------------- |
| 2008 | Oasis                | Silver Clef | Vincitore/trice |

## UK Music Video Awards
Gli Oasis hanno ricevuto quattro nomination.
| Anno | Lavoro in Nomination | Premio                         | Risultato       |
| ---- | -------------------- | ------------------------------ | --------------- |
| 2009 | "Falling Down"       | Best Cinematography In A Video | Candidato/a     |
| 2009 | "Falling Down"       | Best Editing in a Video        | Vincitore/trice |
| 2009 | "Falling Down"       | Best Rock Video                | Candidato/a     |
| 2009 | 'Dig Out Your Soul'  | The Innovation Award           | Vincitore/trice |

## Riconoscimenti vari
Nel luglio 2009 Wonderwall è stata votata 12ª canzone nella Triple Js Hottest 100 of all'time.